# 菊丸英二
菊丸英二（きくまる えいじ）は、許斐剛作の漫画作品およびそれを原作としたアニメ『テニスの王子様』、『新テニスの王子様』に登場する架空の人物である。アニメ版の声優は高橋広樹。実写映画版の俳優は足立理。ミュージカル版の俳優はミュージカル・テニスの王子様/2ndシーズン/3rdシーズン/4thシーズンを参照のこと。

## プロフィール
- 学校：青春学園中等部
- 学年：3年6組7番
- 所属委員会：なし
- 誕生日：11月28日
- 星座：いて座
- 血液型：A型
- 身長：171cm
- 体重：52kg→53kg
- 足のサイズ：24.5cm
- 視力：左1.0 右0.8
- 利き腕：右
- 使用メーカー
  - ラケット：DUNLOP（レヴェレーション プロツアーシリーズ90）
  - シューズ：WILSON（スラッシュDT ミッド）
- プレイスタイル：サーブ&ボレーヤー[1]

### ステータス
【スピード - 4 /パワー - 2 /スタミナ - 4 / メンタル - 2 /テクニック - 4】

## 人物
ダブルスプレイヤー。主に大石秀一郎とダブルスを組み、「黄金（ゴールデン）ペア」と呼ばれている。右頬の絆創膏が特徴。顧問の竜崎からは天才肌と評されているが、性格は気分屋で天真爛漫な少年。身体が柔らかく柔軟性があり、さらに並外れた動体視力によりどんな無理な姿勢でもアクロバティックにボールを打ち返すことができる予測不能なプレイで相手チームを翻弄する。原作では語尾「よん」、アニメでは語尾に「にゃ」をつけるのが口癖。
地区予選決勝は内村・森ペアと対戦し、アクロバティックを駆使して完勝。都大会準々決勝では赤澤・金田ペアに集中狙いをされ、苦手コースばかり狙われる上に「ブレ球」を打たれて体力、集中力を奪われた。その後「オーストラリアン・フォーメーション」や体力回復でタイブレークまで持ち込むが、最終的には体力が切れてしまい、敗戦。決勝では南・東方ペアと対戦。序盤は劣勢も、アクロバティックプレイをやり出してからは相手を圧倒し、勝利した。関東大会1回戦の氷帝戦では大石の直前の怪我により、桃城武と組んで出場。急造ペアながら「オーストラリアン・フォーメーション」を展開したり、大石直伝の「ムーンボレー」を使用するなどして、自身が普段の大石の役回りを担う試合を展開し、向日・忍足ペアに勝利した。続く緑山戦も桃城と組んで勝利し、準決勝の六角戦は不二周助と組んで樹・佐伯ペアに勝利した。決勝の立海戦では大石と再びペアを組む(アニメでは2回戦の城成湘南戦で組んでいる)が、仁王・柳生ペアに敗れた。
連載初期はスタミナ不足で、都大会準々決勝・聖ルドルフ戦での敗戦でそれを痛感し、酸素を薄くしたトレーニングによってスタミナを倍近くまで増やし、タイブレークまでいっても俊敏に動くことができるようになった。
全国大会では大石の怪我が完治していないこともあり、1回戦はシングルスで出場。タイブレークの末、甲斐に勝利する。続く準々決勝の氷帝戦から大石とペアを再結成した。
アクロバティックプレイをするため、彼のみハーフパンツの下にスパッツをはいている。
『新-』では、U-17日本代表合宿に参加。脱落を賭けたタイブレークマッチで大石と対戦し勝利。その後、6番コートに所属。

## 代表陣形・得意技
オーストラリアン・フォーメーション
サーブと同時に大石と菊丸が左右に動くことによって、相手を混乱させ、プレッシャーをかける。関東大会の氷帝戦では桃城とも披露した。
同調（シンクロ）
ダブルスの奇跡とも評されており、ピンチ時に発動するとも言われている。サインなしで、お互いに次にどう動くのかが分かる。全国大会準々決勝でペアを再結成した大石とともに覚醒。新テニスでは、就寝前同室の長太郎と宍戸との枕投げで意味も無く発動している。
菊丸印のステップ
高速で左右にステップすることで分身したかのように見える。シングルスではこれを応用し、一人でダブルスを披露した。
菊丸ビーム
打球が速いジャンピングボレー。
菊丸バズーカ
菊丸ビームのパワーショット版。ただしボレーではない。
ムーンボレー
大石のムーンボレーを模倣した技。

## キャラクターソング

### シングル
|     | 発売日         | タイトル             | 規格品番   |
| --- | -------------- | -------------------- | ---------- |
| 1st | 2002年9月4日   | 翼になって           | NECM-11008 |
| 2nd | 2003年11月28日 | ONE                  | NECM-12061 |
| 3rd | 2004年11月28日 | Come Together        | NECM-10011 |
| 4th | 2004年11月28日 | 菊ちゃんのソーラン節 | NECM-12085 |
| 5th | 2012年4月4日   | ジャンプだホイ       | NECM-10174 |
| 6th | 2020年3月2日   | BE ARound            | NEDS-10014 |

### アルバム
|     | 発売日        | タイトル                                                            | 規格品番   |
| --- | ------------- | ------------------------------------------------------------------- | ---------- |
| 1st | 2005年5月18日 | Hello!                                                              | NECA-30131 |
| 2nd | 2009年3月11日 | テニスの王子様 菊丸英二が歌う童謡名曲集 〜ファミリーでたのしもう!〜 | NECA-30242 |

## 参考
1. ↑  『公式ファンブック テニスの王子様10.5』、『公式ファンブック テニスの王子様20.5』、『公式ファンブック テニスの王子様40.5』をそれぞれ参照。
2. ↑  『新テニスの王子様』10.5巻参照。